# Есмералда (венецуелска теленовела)
Вижте пояснителната страница за други значения на Есмералда.
Есмералда (на испански: Esmeralda) е венецуелска теленовела, създадена от кубинската писателка и сценаристка Делия Фиайо, продуцирана от Хосе Енрике Крусият и излъчена по канал Веневисион през 1970–1971 г. Това е първата теленовела на Веневисион, която се разпространява и продава в други страни.
В главните роли са Лупита Ферер и Хосе Бардина.

## Сюжет
Рохелио Пенялвер е богат човек, който има всичко, освен това, което най-много желае - да има син. Съпругата му Бланка се е опитала да го дари със син, но след като е загубила няколко деца, тя знае, че бъдещето на брака ѝ зависи от това да дари на съпруга си син. В бурна нощ Бланка ражда момиче, което не дава признаци на живот. Чана, нейната вярна прислужница, и Доминга, акушерката, решават да заменят момичето за току-що родено наблизо момче, чиято майка е починала по време на раждането.
Доминга отвежда момичето и когато стига до своята колиба, открива, че момичето е живо, но е сляпо. Чана дава на Доминга няколко изумрудени обеци като отплата, затова тя решава да кръсти момичето Есмералда. Една нощ Доминга заспива със запалена цигара и колибата изгаря. Малката Есмералда е спасена от селския лекар Маркос Малаве, който получава сериозни изгаряния по лицето и тялото. Д-р Малаве решава да живее като отшелник, възпитава Есмералда, влюбва се и иска да се ожени за нея. Но на една от разходките си из полетата Есмералда среща Хуан Пабло Пенялвер, сина на Рохелио Пенялвер, и те се влюбват. Рохелио и д-р Малаве ще се противопоставят на любовта между Есмералда и Хуан Пабло. Двамата влюбени ще трябва да преодолеят много препятствия, докато видят любовта си изпълнена и се оженят.
Чувствайки се наранен, д-р Малаве решава да отвлече Есмералда. Тогава Есмералда научава, че е бременна и че е истинската дъщеря на Рохелио Пенялвер. Хуан Пабло иска развод и тя, вече богата дама, бяга в столицата. Там тя открива нова любов в лицето на д-р Хорхе Ласкано, офталмолог, който предлага да оперира зрението ѝ. Есмералда, която вече вижда, решава да се върне в селото си. Д-р Малаве е много болен и на смъртното си легло потвърждава, че синът на Есмералда всъщност е син на Хуан Пабло.

## Актьори
- Лупита Ферер – Есмералда Ривера
- Хосе Бардина – Хуан Пабло Пенялвер
- Ада Риера – Грасиела Пенялвер
- Ева Бланко – Бланка Пенялвер
- Ивон Атас – Силвия Самора
- Есперанса Магас – Доминга
- Оранхел Делфин – Маркос Малавер
- Нестор Саварсе – Адриан Лусеро
- Уго Пиментел – Рохелио Пенялвер
- Илда Бреер – Сара де Пенялвер
- Лолита Алварес – Чана
- Каридад Канелон – Флоресита Лусеро
- Елена Фариас – Пурита
- Умберто Гарсия – Д-р Хорхе Ласкано
- Соня Глен – Пурита
- Лусия Ерера – Ортенсия
- Либертад Ламарке – Сестра Пиедад
- Марта Ланкастер
- Мартин Лантигуа – Бобо Алипио
- Хосе Олива – Тринидад
- Сорая Санс – Корал
- Лилиян Онтиверос – Момиче
- Жан Поланко – Елио
- Кристина Фонтана – Чана
- Аура Сулбаран
- Енрике Алсугарай
- Ермелинда Алварадо
- Рикардо Бланко
- Чела Д'Гар – Доня Пия
- Фернандо Флорес
- Франсиско Белтран
- Хесус Маея
- Хорхе Рейес – Д-р Самора

## Версии
- Toпасио (1985) – венецуелска теленовела, адаптирана от Ана Мерседес Ескамес, Милагрос дел Вайе и Бенилде Авила и продуцирана от Ар Си Ти Ви, с участието на Гресия Колменарес и Виктор Камара.
- Есмералда (1997) – мексиканска теленовела, адаптирана от Хеорхина Тиноко, Долорес Ортега и Лус Орлин, режисирана от Беатрис Шеридан и продуцирана от Салвадор Мехия за Телевиса, с участието на Летисия Калдерон и Фернандо Колунга.
- Есмералда (2004-2005) – бразилска теленовела, продуцирана от Ес Би Ти и Телевиса, с участието на Бианка Кастаньо и Клаудио Линс.
- Без твоя поглед (2017-2018) – мексиканска теленовела, адаптирана от Габриела Ортигоса, режисирана от Ана Лорена Перес-Риос и Сандра Шифнер и продуцирана от Игнасио Сада Мадеро за Телевиса, с участието на Клаудия Мартин и Освалдо де Леон.